# Karmelitinnenkloster Marseille
Das Karmelitinnenkloster Marseille war ein Kloster der Karmelitinnen in Marseille, Département Bouches-du-Rhône, im Bistum Marseille in Frankreich.

## Geschichte
Karmelitinnen aus Lyon gründeten 1623 in Marseille (Rue Caisserie) den Karmel Maria Magdalena unter dem Kreuz, von dem schon 1625 das Karmelitinnenkloster Aix-en-Provence (heute Kapelle der Oblaten der Unbefleckten Jungfrau Maria) ausging. Beide Klöster wurden 1792 durch die Französische Revolution aufgelöst. Auf Betreiben von Bischof Charles Fortuné de Mazenod kam es 1832 zu einer Neugründung in der Avenue Gouffé 7, die 1837 in einen Klosterbau am Boulevard Longchamp (Rue Buffon) wechselte. 1844 ging von dort die Gründung des Klosters Aubagne aus, das 1848 ebenfalls nach Marseille zog (Margarethenkloster).
1864 zwang der Bau des Palais Longchamp die Schwestern zum Wechsel in das Viertel Belle de Mai ( 3. Arrondissement). Von 1903 bis 1912 lebten die Schwestern im Exil in Ramleh (Alexandria) in Ägypten. Zwischen 1944 und 1945 kam es zu einem zweiten Auszug, der die Schwestern schließlich nach Maubec führte. Während ein Teil des Konvents von dort nach Montélimar und später in die Schweiz (zuerst Middes, dann Karmelitinnenkloster Develier) zog, kehrten die anderen zurück nach Marseille, wechselten aber 1972 (samt Verstärkung durch das 1970 geschlossene Kloster Nîmes) in das Kloster Montolivet (81, Chemin de l’Oule, im  12. Arrondissement). Es nannte sich Carmel Notre-Dame (mit der Kirche „Église Notre-Dame-du-Mont-Carmel“). 2021 kam es auf Grund von Überalterung zur Auflösung des Klosters.